# Jan Wouters (voetballer)
Jan Wouters (Utrecht, 17 juli 1960) is een Nederlands voetbaltrainer en voormalig profvoetballer.

## Spelerscarrière
Als speler kwam hij uit voor VV Utrecht, FC Utrecht, Ajax, Bayern München en PSV. Daarnaast speelde hij 70 keer voor het Nederlands voetbalelftal en maakte daarbij vier doelpunten. Hij debuteerde op 10 november 1982 in de vriendschappelijke wedstrijd tegen Frankrijk (1-2), net als doelman Edward Metgod van FC Haarlem. Wouters viel in dat duel na 57 minuten in voor Simon Tahamata. Wouters behoorde tot het Gouden Team van het EK 1988.
Bij FC Utrecht vormde hij onder trainer Han Berger (begin 1976-half 1983), in de begin 1980-'er jaren een jong middenveld, met onder meer Frans Adelaar en Gert Kruys.
Als speler van FC Utrecht stond hij in de belangstelling van RC Strasbourg in Noordoost-Frankrijk. Wouters ging in de zomer van 1985 naar Straatsburg om een contract te tekenen, hij kwam rechtstreeks van het strand. De Franse club wilde hem eerst nog zien in een testwedstrijd en geeft uiteindelijk de voorkeur aan de Bulgaar Andrej Jeliazkov, die eerder bij Feyenoord speelde tussen half 1981 en half 1984. Wouters is boos: “Ik zal laten zien dat het bestuur van Straatsburg mij ten onrechte zo behandeld heeft.” Jeliazkov degradeert in het seizoen 1985/86 met RC Strasbourg uit de hoogste afdeling.
Half 1986 maakte Wouters de overstap naar Ajax, waar Ronald Koeman en Gerald Vanenburg net naar PSV vertrokken, en Rob de Wit op vakantie in Spanje door een hersenbloeding was getroffen. Bij Ajax speelde Wouters in het seizoen 1986/87, waarin Ajax als 2e in de eredivisie finishte achter PSV, samen met Stanley Menzo, Danny Blind, Frank Rijkaard, Ronald Spelbos, Frank Verlaat, Sonny Silooy, Peter Boeve, Arnold Scholten, Aron Winter, Arnold Muhren, John van 't Schip, Marco van Basten, John Bosman, Rob Witschge, Dennis Bergkamp en Alistair Dick. In dat seizoen 1986/87 werd de Europa Cup II voor bekerwinnaars gewonnen. Ook won Ajax in het seizoen 1986/87 de KNVB beker onder leiding van coach Johan Cruijff. Nadien speelde Wouters nog samen met Bryan Roy, Richard Witschge, Henny Meijer, Danny Hesp, Wim Jonk, Stefan Pettersson, Ronald de Boer, Frank de Boer, Mark Verkuijl, Marciano Vink, Ron Willems, Pal Fischer, Edwin van der Sar, Rob Alflen, Alfons Groenendijk, Michel Kreek, Edgar Davids en John van Loen. Als trainers maakte Wouters voorts nog Spitz Kohn, Barry Hulshoff, Leo Beenhakker en Louis van Gaal mee. Ajax speelde in het seizoen 1987/88 wederom een finale in het Europa Cup II-toernooi, maar verloor ditmaal de laatste wedstrijd in het toernooi. Het Belgische KV Mechelen, gecoacht door voormalig Ajax-trainer Aad de Mos, won met 1-0 van Ajax, door een goal van Pieter den Boer. In de competitie finishte Ajax telkens als 2e, met uitzondering van het seizoen 1989/90, toen Ajax kampioen werd. Ajax had wel een beduidend zwakker doelsaldo dan PSV (+44 tegen +58). Half november 1991 verruilde Wouters Ajax voor Bayern Munchen. Bij de club uit Zuid-Duitsland was toen ex-Ajacied Soren Lerby trainer. Wouters speelde ruim tweeënhalf jaar voor Bayern Munchen, tot half 1994. Daarna speelde hij nog 2 jaar voor PSV, tot half 1996.
In zijn Ajax-tijd gaf Wouters een elleboogstoot aan Alex Pastoor die op dat moment voor FC Volendam speelde. Later deed hij dat ook tegen Paul Gascoigne in de wedstrijd tegen het Engels voetbalelftal. Hierdoor kreeg hij de bijnaam Lee Wouters, naar Lee Towers.

## Trainerscarrière
Wouters was trainer van Ajax en assistent-trainer bij FC Utrecht en bij het Schotse Rangers. In 2006 werd Wouters assistent-trainer bij PSV. Van 1 november 2007 tot het einde van dat jaar was hij tijdelijk hoofdtrainer van PSV, nadat Ronald Koeman vertrok naar Valencia CF. Per 1 januari 2008 werd Wouters weer assistent, dit keer van ad-interimhoofdtrainer Sef Vergoossen. Die functie oefende hij wederom uit onder Huub Stevens in het seizoen 2008-2009. Toen deze ontslagen werd, was er sprake van dat Wouters wederom ad-interim-trainer zou worden, maar ditmaal nam Dwight Lodeweges deze taak op zich. Tussendoor was Jan Wouters tijdens het EK 2004 in Portugal, assistent-bondscoach bij Oranje onder Dick Advocaat.
Met ingang van het seizoen 2009-2010 werkt Wouters wederom bij FC Utrecht, in eerste instantie als assistent-trainer onder Ton du Chatinier. Na het ontslag van Du Chatinier kwam Wouters weer voor de groep te staan, om aan de start van het seizoen 2011-2012 weer afgelost te worden door Erwin Koeman. Nadat deze op 18 oktober opstapte werd Wouters wederom gepromoveerd tot hoofdcoach.
Op 17 april 2014 werd bekendgemaakt dat hij zou stoppen bij FC Utrecht. Wouters werd hoofd jeugdopleiding bij de Turkse club Kasımpaşa SK. Sinds 16 maart 2015 was Wouters interim-trainer bij het Turkse Kasımpaşa SK na het vertrek van de Georgische trainer Sjota Arveladze. Die stapte zaterdag 14 maart op, na enkele tegenvallende resultaten en omdat de clubleiding verzuimd had in de winterstop nieuwe spelers te halen. Bij zijn debuut, op zaterdag 21 maart 2015, leek hij af te stevenen op een stunt. Zijn ploeg stond in de thuiswedstrijd tegen stadgenoot Galatasaray met 2-0 voor bij de rust, maar in de tweede helft ging het alsnog mis: 2-3.
Op 20 april 2015 maakte Feyenoord bekend, dat Wouters, met ingang van het seizoen 2015/2016, naast Jean-Paul van Gastel assistent werd van Giovanni van Bronckhorst. Hij tekende een contract voor twee jaar. Op 25 april 2018 werd bekend dat het aflopende contract van Wouters niet verlengd zou worden. De reden hiervoor was het behouden van dynamiek in de technische staf.
In 2022 keerde Wouters terug als jeugdtrainer bij Ajax.

## Erelijst
Als speler
 FC Utrecht
- KNVB beker: 1984/85

 Ajax
- UEFA Cup: 1991/92
- European Cup Winners Cup: 1986/87
- Eredivisie: 1989/90
- KNVB beker: 1986/87

 Bayern München
- Bundesliga: 1993/94

 PSV
- KNVB beker: 1995/96

 Nederland
- UEFA EK: 1988

Als assistent-trainer
 Feyenoord
- Eredivisie: 2016/17
- KNVB beker: 2015/16, 2017/18
- Johan Cruijff Schaal: 2017

Individueel
- UEFA Europees Kampioenschap Team van het Toernooi: 1988
- Nederlands Voetballer van het Jaar: 1990
- kicker Bundesliga Ploeg van het Seizoen: 1992/93